# Anolis baleatus
Anolis baleatus (домініканський гігантський аноліс) — вид ігуаноподібних ящірок родини анолісових (Dactyloidae). Ендемік Домініканської Республіки.

## Підвиди
Виділяють десять підвидів:
- Anolis baleatus baleatus (Cope, 1864) — гори Північного хребта[en] і північна прибережна рівнина;
- Anolis baleatus altager Schwartz, 1975 — гори Центрального хребта;
- Anolis baleatus caeruleolatus Schwartz, 1974 — північний схід Домініканської Республіки;
- Anolis baleatus fraudator Schwartz, 1974 — гори Сьєрра-Мартін-Гарсіа[es], південні схили Центрального хребта і гір Сьєрра-де-Очоа;
- Anolis baleatus lineatacervix Schwartz, 1978 — острів Саона[en];
- Anolis baleatus litorisilva Schwartz, 1974 — крайній схід Домініканської Республіки;
- Anolis baleatus multistruppus Schwartz, 1974 — нижні східні схили Центрального хребта (від Ла-Веги до П'єдра-Бланки[en]);
- Anolis baleatus samanae Schwartz, 1974 — півострів Самана[en] і острівці в затоці Самамі;
- Anolis baleatus scelestus Schwartz, 1974 — південь і схід центральної Домініканської Республіки;
- Anolis baleatus sublimis Schwartz, 1974 — високогір'я Центрального хребта.

## Поширення і екологія
Домініканські гігантські аноліси мешкають на сході острова Гаїті та на деяких сусідніх острівцях. Вони живуть в широколистяних лісах, галерейних лісах і мангрових заростях, трапляються на плантаціях та в садах. Зустрічаються на висоті до 1220 м над рівнем моря.